# Camille Vermoesen
François Marie Camille Vermoesen (Malderen, 2 d'agost de 1882 - París, 17 de desembre de 1922) va ser un botànic i micòleg belga.
Va ser curador del jardí Botànic de Brussel·les, professor a la Universitat de Lovaina, micòleg del govern al Congo, recollint i escrivint sobre la flora a les Índies i el Congo Belga.

## Algunes obres
- François m.c. Vermoesen, emmanuel Lance. 1931. Les essences forestières du Congo Belge: Manuel des essences forestières de la région équatoriale et du Mayombe. Editor Impr. industrielle et financière, 282 pp.

- -----------------------------. 1923. Manuel des Essences forestières du Congo Belge (Région équatoriale et Mayombe): Royaume de Belgique. Ministère des Colonies. Direction de l'Agriculture. Par C. Vermoesen. Planches coloriées et dessins par E. Lance. Editor Impr. Industrielle et Financière, 282 pp.

## Honors

### Epònims
- (Annonaceae) Polyceratocarpus vermoesenii Robyns & Ghesq.[1]

- (Celastraceae) Salacia vermoeseniana R.Wilczek[2]

- (Commelinaceae) Commelina vermoesenii De Wild.[3]

- (Lauraceae) Beilschmiedia vermoesenii Robyns & Wilczek[4]

- (Rubiaceae) Ixora vermoesenii Wernham[5]

- (Sapotaceae) Englerophytum vermoesenii (De Wild.) Aubrév. & Pellegr.[6]